# Gémages
Gémages település Franciaországban, Orne megyében. Lakosainak száma 118 fő (2018. január 1.). Gémages La Chapelle-Souëf, L'Hermitière, Saint-Cyr-la-Rosière, Saint-Germain-de-la-Coudre és Val-au-Perche községekkel határos.

## Népesség
A település népességének változása:
| Lakosok száma | 182  | 151  | 110  | 89   | 96   | 115  | 126  | 121  | 121  | 118  |
|               | 1962 | 1968 | 1975 | 1982 | 1990 | 2008 | 2013 | 2015 | 2017 | 2018 |